# Santa Margherita di Belice
Santa Margherita di Belice é uma comuna italiana da região da Sicília, província de Agrigento, com cerca de 6.474 habitantes. Estende-se por uma área de 67 km², tendo uma densidade populacional de 97 hab/km². Faz fronteira com Contessa Entellina (PA), Menfi, Montevago, Salaparuta (TP), Sambuca di Sicilia.

## Demografia
| Variação demográfica do município entre 1861 e 2011                               |
|                                                                                   |
| Fonte: Istituto Nazionale di Statistica (ISTAT) - Elaboração gráfica da Wikipedia |